# 高野弘正
高野 弘正（たかの ひろまさ、1900年〈明治33年〉10月31日 - 1987年〈昭和62年〉5月27日）は、日本の剣道家。称号は剣道範士、一刀流中西派（または小野派一刀流中西派）宗家。

## 経歴
小野派一刀流の剣道家高野佐三郎の次男として東京に生まれる。6歳より父の道場明信館で剣術を修行し、後に小野派一刀流を継承する。小野派一刀流の中西子定から数えて8代目にあたる。
1918年（大正7年）、旧制日本大学中学校（現在の日本大学第一中学校・日本大学第一高等学校）を卒業。1923年（大正12年）、東京高等師範学校体育科を卒業。1926年（大正15年）、大日本武徳会から精錬証を授与される。
昭和に入り、早稲田大学に奉職する一方、修道学院を運営、さらに劇団を作って主演もした。

## 人物・エピソード
演劇が好きであちこちの劇場を見て回り、これが昂じて劇団を作って主演した。
小説『大菩薩峠』を著した中里介山は、澤田正二郎が舞台でこれを演じる際に、主人公机竜之助の「秘剣音無しの構え」を高野に考案してもらった。高野の構えに惚れ込んだ中里は、この作品が1935年（昭和10年）に映画『大菩薩峠』として制作される際に、日活に「高野を机竜之助役に」とねじ込んで譲らなかった。結局、監督の稲垣浩が説得して断念させて、「剣道指導」という形で参加してもらっている。
稲垣によると、「このころ（昭和10年）の若先生（高野）の蛮勇ぶりは、どの学校の暴れん坊も町のやくざも恐れをなした」ほどで、「まことに遠山の金さんをそのままの、怖いもの知らずの若先生だった」と語っている。

## 映画指導
- 大菩薩峠 (1935年の映画)
- 新選組 (1969年の映画)
- 宮本武蔵 (1973年の映画)

## 著書
- 『兵法一刀流』
- 『日本武芸譚』 講談社

## 親族
- 曽祖父 : 高野佐吉郎（苗正）
- 祖父 : 高野芳三郎（蕃正）
- 父 : 高野佐三郎（豊正）
- 義兄 : 高野茂義
- 実兄 : 高野泰正